# Wiedi Grófság
A Wiedi Grófság a Német-római Birodalom egyik állama volt a mai Németország Rajna-vidék-Pfalz tartományában. A terület hamarabb vált grófsággá, mint több más a birodalmat alkotó német terület. A Wied folyó mentén helyezkedett el, ahol a Wied találkozik a Rajnával.

## Története
1243-tól 1462-ig Isenburg-Wied néven az Isenburgi Grófsággal volt egyesülve. Kétszer is felosztották, először 1631-ben, amikor kivált belőle Wied-Dierdorf, másodszor 1698-ban, amikor kettészakadt Wied-Neuwiedre és Wied-Runkelre.
Vilmos albán fejedelem révén 1914-ben a Wied-ház uralkodott Albániában.

### Grófjai
- I. Matfried (kb. 860 – ?)
- Eberhard
- II. Matfried
- II. Richwin
- III. Richwin
- IV. Richwin (1093–1112), III. Matfried (1093–1129), Burchard (? – 1152), Siegfried (1129–1161), Teodorik (1158–1189): közösen uralkodtak
- György (1217–1218), az ötödik keresztes hadjáratban a német kereszteseket vezette.
- Lotár (? – 1243)
- I. Frederik (1462–1487)
- III. Vilmos, Mörs grófja (1487–1526), I. János (1487–1533): közösen uralkodtak
- Fülöp (1533–1535)
- II. János (1535–1581)
- I. Herman (1581–1591), IV. Vilmos (1581–1612), II. Herman (1581–1631): közösen uralkodtak
- II. Frederik (1631–1698)

## Fordítás
Ez a szócikk részben vagy egészben  a   County of Wied című angol Wikipédia-szócikk fordításán alapul.  Az eredeti cikk szerkesztőit annak laptörténete sorolja fel. Ez a jelzés csupán a megfogalmazás eredetét és a szerzői jogokat jelzi, nem szolgál a cikkben szereplő információk forrásmegjelöléseként.

## Kapcsolódó szócikk
A Német-római Birodalom államai